# Maison du Gouverneur (Huy)
Pour les articles homonymes, voir Maison du Gouverneur.
La maison du Gouverneur est un immeuble classé du centre historique de la ville belge de Huy (province de Liège).

## Situation
L'immeuble se situe à Huy, au no 14 de la rue Vankeerberghen, séparé de l'ancien couvent des Frères mineurs (devenu musée communal) par l'étroite rue des Frères-Mineurs où se trouve aussi un porche d'entrée.

## Histoire
Cette maison a été construite au XVIe siècle pour l'aile d'entrée et le corps de logis (daté de 1535). Les deux ailes latérales ont été ajoutées pendant la seconde moitié du XVIIIe siècle créant ainsi une cour intérieure. 
Avant le XVIIIe siècle, la maison est longtemps restée la propriété de la famille de Brialmont de Fraiture. En 1792, elle est vendue par le duc de Montmorency aux de Namur de Fléron qui la cèdent en 1830 à la famille Matthieu. La ville de Huy l'acquiert en 1912 pour y installer en 1919, une école professionnelle pour jeunes filles puis en 1967, le service des travaux.

## Odonymie
La maison tire son nom du dernier gouverneur de la ville, Isaac Cronstrôm (1661-1751), qui y séjourna de 1704 à 1715.

## Description
L'immeuble se compose de quatre volumes formant une cour intérieure trapézoïdale d'une superficie d'environ 200 m2. 
L'aile d'entrée longe la rue Vankeerberghen. Elle possède quatre larges travées et deux niveaux. Le rez-de-chaussée est construit en pierres calcaires équarries pour la façade et brutes pour le pignon. Le portail d'entrée forme un arc en anse de panier du côté de la rue et aussi du côté de la cour. L'étage est réalisé en briques. Les six baies vitrées ont été réaménagées a posteriori.
Les ailes latérales ouest et est sont bâties en briques et moellons enduits. Elles comptent cinq travées sur deux niveaux de hauteur dégressive et viennent s'adosser aux travées latérales de l'aile d'entrée et du corps de logis bâtis deux siècles auparavant.
Le corps de logis est daté de l'an mil cinq cent trente cinq le 25e jour de janvier par l'inscription en caractères gothiques d'un phylactère placé entre la porte d'entrée et l'imposte. La bâtisse de six travées et deux niveaux est entièrement réalisée en pierre calcaire sous une toiture pentue en ardoises. Les baies de l'étage ont une hauteur dégressive par rapport à celles du rez-de-chaussée et ne sont pas alignées sur celles-ci. Les linteaux de la façade avant sont réalisés en accolade.
Le long de la rue des Frères-Mineurs, le haut mur en pierre calcaire est percé d'un porche cintré donnant un accès vers la façade arrière du corps de logis. 

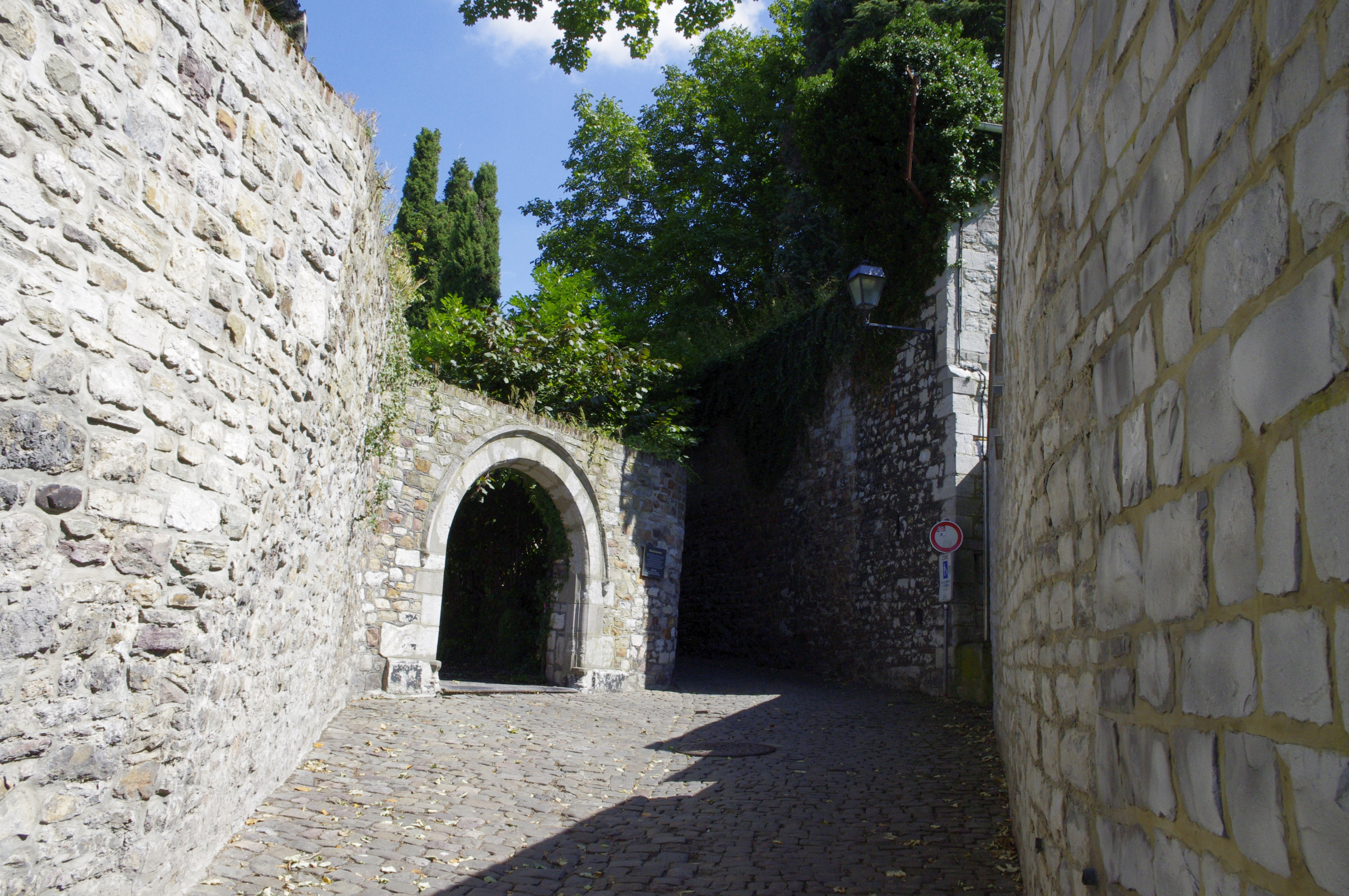
Le porche d'entrée de la rue des Frères-Mineurs